# Une fille à croquer (film, 1951)
Pour les articles homonymes, voir Une fille à croquer.
Pour plus de détails, voir Fiche technique et Distribution.
Une fille à croquer est un film français réalisé par Raoul André, sorti en 1951.
Francis Blanche en écrit seul le scénario, bien que son complice Pierre Dac figure au générique.

## Synopsis
Inspiré du conte du Petit chaperon rouge: Rose doit amener à sa grand-mère des bijoux cachés dans une galette. Mais Hugues, le frère de Mère-Grand, veut récupérer les bijoux, et pour cela il engage le jeune « Loup ».

## Fiche technique
- Titre alternatif : Le petit chaperon rouge
- Titre anglais : Good Enough to Eat
- Réalisation : Raoul André
- Scénario : Francis Blanche
- Production :  Les Films Marceau, CATIC
- Producteur : Edmond Ténoudji
- Musique : René Challan, Henri Leca
- Image : Raymond Agnel, André Germain
- Lieu de tournage : Château d'Heumont, Saint-Germain-en-Laye, Yvelines
- Décors : Maurice Colasson
- Montage : Gabriel Rongier
- Durée : 83 minutes
- Date de sortie : 8 juin 1951

## Distribution
- Gaby Morlay : Mme de Mergrand / Mathilde Chaperon
- Louise Carletti : Rose Chaperon
- Serge Reggiani : Jean-Louis dit Loup
- Francis Blanche : Gilles
- Pierre Dac : Pantois
- Jérôme Goulven : Le brigadier / Charles Perrault
- Charles Dechamps : Hughes
- Paul Demange : Le patron de l'auberge de l'Hermitière
- Roger Legris : Félix
- Jacques Hilling : Pon, le frère de Mme de Mergrand
- Adrienne Gallon : Céline
- Louis Blanche : Maître Ruban
- Édith Fontaine : Annette
- Maurice Schutz : Grand-père Luc
- Robert Rollis :
- Les Quatre Barbus : eux-mêmes
- Maurice Biraud